# Гаранькино
Гаранькино (удм. Ӟанка, тат. Җәнкә) — деревня в Граховском районе Удмуртии, в верховьях реки Муктумер, в 15 км к юго-востоку от Грахово.

## История
Основана старокрещеными татарами из села Старое Гришкино Елабужского уезда (ныне село в Менделеевском районе Татарстана)
По итогам десятой ревизии в 1859 году в 18 дворах казённой деревни Муктомир Верхний (Гаранькино) при речке Верхнем Муктомире проживало 132 жителя. До 1921 года деревня входила в состав Граховской волости Елабужского уезда, с 1921 года — Можгинского уезда Вотской АО. В 1924 году деревня вошла в состав Верхнеигринского сельсовета, который в 2004 году было преобразовано в Верхнеигринское сельское поселение.